# JAC J2

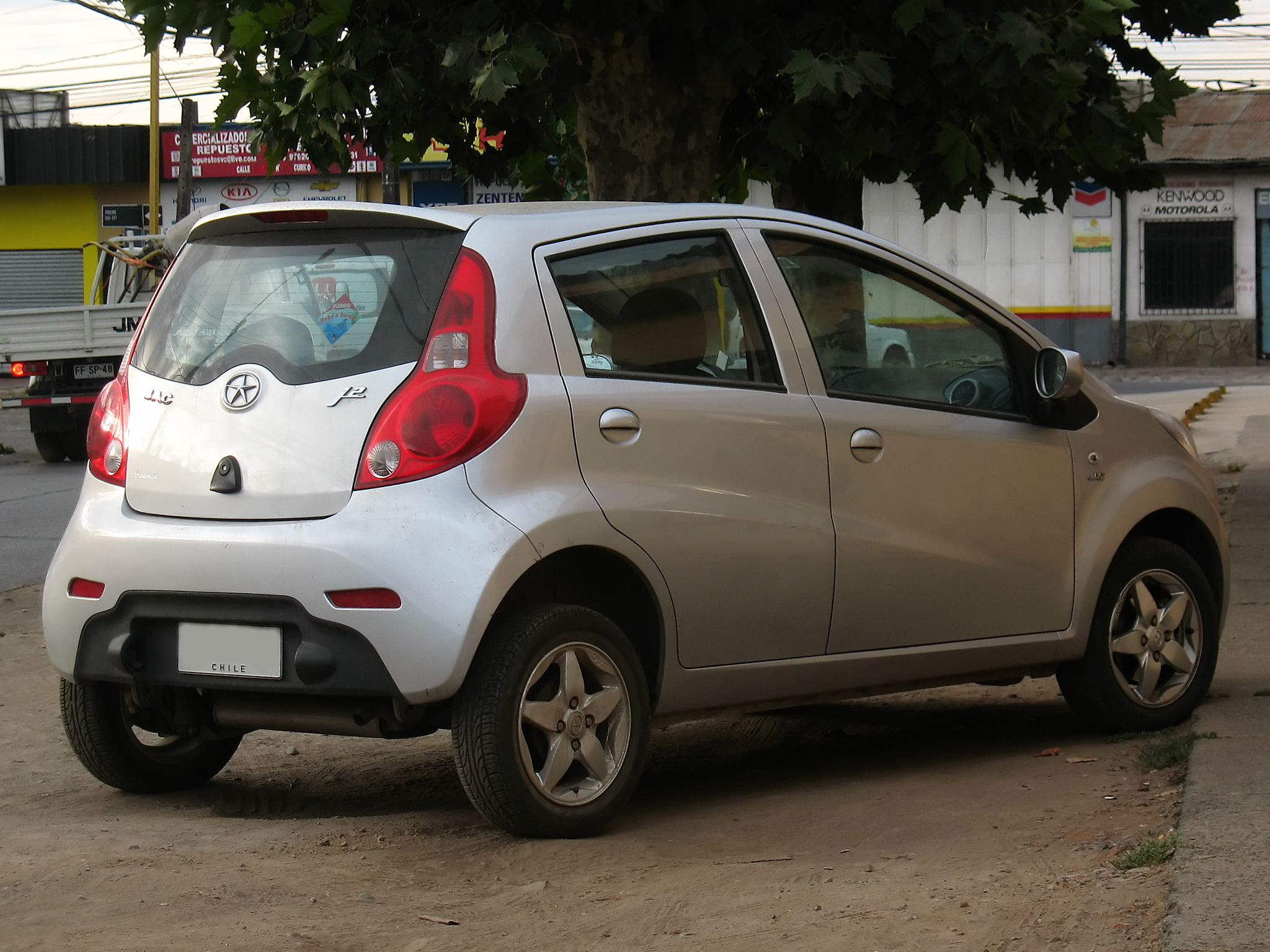
Heckansicht

Der JAC J2 ist ein zwischen 2010 und 2016 gebauter Kleinstwagen des chinesischen Automobilherstellers JAC. Er wurde auch als JAC Yueyue verkauft. In Deutschland war das Fahrzeug nicht erhältlich.
Der Fünftürer wird von einem 1,0- oder 1,3-Liter-Vierzylindermotor angetrieben.

## Technische Daten
|                                             | 1.0                   | 1.3                   |
| Bauzeitraum                                 | 2010–2016             | 2010–2016             |
| Motorkenndaten                              |                       |                       |
| Motortyp                                    | R4-Ottomotor          | R4-Ottomotor          |
| Hubraum                                     | 999 cm³               | 1332 cm³              |
| max. Leistung bei min−1                     | 50 kW (68 PS) / 6000  | 83 kW (113 PS) / 6000 |
| max. Drehmoment bei min−1                   | 90 Nm / 3500          | 138 Nm / 4500         |
| Kraftübertragung                            |                       |                       |
| Antrieb                                     | Vorderradantrieb      | Vorderradantrieb      |
| Getriebe, serienmäßig                       | 5-Gang-Schaltgetriebe | 5-Gang-Schaltgetriebe |
| Messwerte                                   |                       |                       |
| Höchstgeschwindigkeit                       | 130 km/h              | 187 km/h              |
| Beschleunigung, 0–100 km/h                  |                       | 9,7 s                 |
| Kraftstoffverbrauch auf 100 km (kombiniert) | 5,1 l Super           | 5,5 l Super           |
| Tankinhalt                                  | 35 l                  | 35 l                  |